# Kumiałka
Kumiałka [pronunciación en polaco: /kuˈmjau̯ka/] es un pueblo ubicado en el distrito administrativo de Gmina Janów, dentro del Condado de Sokółka, Voivodato de Podlaquia, en el norte de Polonia oriental. Se encuentra aproximadamente a 5 kilómetros al este de Janów, a 17 kilómetros al noroeste de Sokółka, y a 40 kilómetros al norte de la capital regional Białystok.